# Listă de regizori de film - A
Format:Le alfabetice de regizori de film
| - Paul Aaron - George Abbott (1887 - 1995) - Hans Abrahamson (1930 - ) - Tengiz Abuladze (1924 - 1994) - Herbert Achternbusch (* 1938) - Robert von Ackeren (* 1946) - George Adamescu {* 1965) - Percy Adlon (* 1935) - Joe Ahearne - Khwaja Ahmad Abbas (n. 1914) - Chantal Akerman (* 1950) - Fatih Akın (* 1973) - Buket Alakus (* 1971) - Robert Aldrich (1918 - 1983) - Marc Allégret (1900 - 1973) - Yves Allegret (1907 - 1987) - Lewis Allen (* 1922) - Woody Allen (* 1935) - René Allio (1924 - 1995) | - Pedro Almodóvar (* 1949) - Robert Altman (* 1925) - Gianni Amelio - Alejandro Amenábar (* 1972) - Lindsay Anderson (1923 - 1994) - Paul Thomas Anderson (* 1970) - Paul W.S. Anderson (* 1965) - Wes Anderson (* 1969) - Theo Angelopoulos (* 1935) - Jean-Jacques Annaud (* 1943) - Michelangelo Antonioni (* 1912 - 2007) - Shinji Aoyama - Michael Apted (* 1941) - Alfonso Arau - Denys Arcand (* 1941) - Jozef Arkusz - Asia Argento (* 1975) - Dario Argento | - Gillian Armstrong (* 1950) - Jack Arnold (1916 - 1992) - Darren Aronofsky (* 1969) - Miguel Arteta - Thomas Arslan (* 1962) - Dorothy Arzner (1900 - 1979) - Hal Ashby (1929 - 1988) - Alexander Askoldov (* 1937} - Anthony Asquith - Olivier Assayas (* 1955) - Alexandre Astruc (* 1923 - ?) - Carlos Atanes - Richard Attenborough (* 1923) - John H. Auer (1906 - 1975) - Bille August (* 1948) - Claude Autant-Lara (1903 - 2000) - Tex Avery (1908 - 1980) - John G. Avildsen (* 1935) |

## Vezi și
- Listă de actori - A
- Listă de actrițe - A